# جاش سینگر
جاش سینگر (انگلیسی: Josh Singer؛ زادهٔ ۱۹۷۲) یک فیلم‌نامه‌نویس اهل ایالات متحده آمریکا است.
وی نویسنده فیلم‌هایی همچون قانون و نظم: واحد قربانیان ویژه، به من دروغ بگو بال غربی، فرینج و افشاگر بوده است.